# SRTM

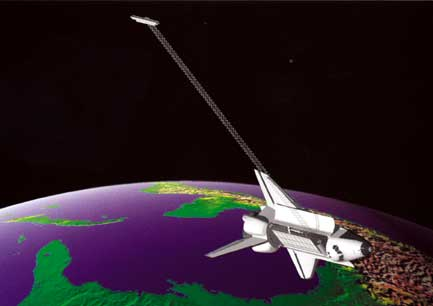
O SRTM foi levado em uma missão de 11 dias pelo ônibus espacial Endeavour em fevereiro de 2000.

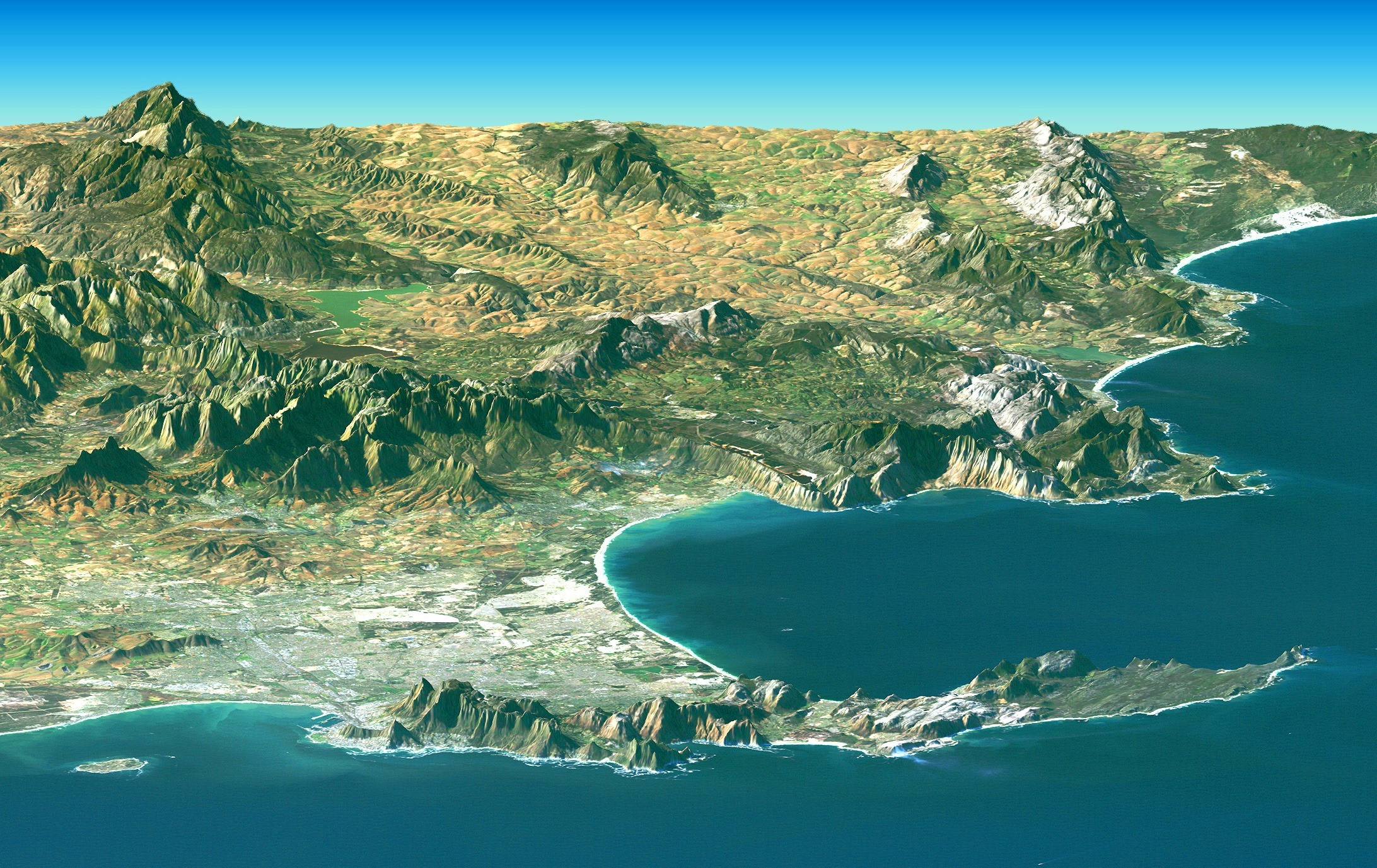
Imagem landsat sobre Elevação SRTM da NASA, mostrando a Península do Cabo e Cabo da Boa Esperança, África do Sul no primeiro plano.

A Missão Topográfica Radar Shuttle ou Missão Topográfica de Radar Embarcado (acrónimo em inglês SRTM - Shuttle Radar Topography Mission) é uma missão espacial para obter um modelo digital do terreno da zona da Terra entre 56 °S e 60 °N, de modo a gerar uma base completa de cartas topográficas digitais terrestre de alta resolução. Contribuiu para o estudo do Relevo do Brasil.
A SRTM consiste num sistema de radar especialmente modificado que voou a bordo do Endeavour (ônibus espacial) durante os 11 dias da missão STS-99, em Fevereiro de 2000. Para adquirir os dados de altimetria estereoscópica, a SRTM contou com dois reflectores de antenas de radar. Um reflector-antena estava separado do outro 60 m graças a um extensor que ampliava a envergadura do shuttle no espaço. A técnica utilizada conjuga software interferométrico com radares de abertura sintética (SAR).
Os modelos altimétricos estão divididos por zonas de 1º de latitude por 1º de longitude, denominados de acordo com os seus cantos sudoeste. Assim,
- "n45e006" = de 45° 00′ N, 6° 00′ L
- até 46° 00′ N, 7° 00′ L
- "s45w006" = de 45° 00′ S, 6° 00′ O
- até 44° 00′ S, 5° 00′ O.

A resolução espacial das células nos dados fonte é de 1 arco segundo (1"), e até 2014 estava acessível nesta resolução apenas para os Estados Unidos da América. A partir de 2014, o presidente americano Barack Obama anunciou a disponibilização dos dados para outras partes do mundo. No Brasil, o Instituto Nacional de Pesquisas Espaciais lançou em 2008 o Topodata (Banco de Dados Geomorfométricos do Brasil), com resolução espacial de 30 metros.
Cada zona de lado três arcos segundo tem 1.201 x 1.201 células com valores em 16 bit (identificadas segundo o esquema little endian) .
Os modelos  derivados dos dados SRTM são processados, geralmente, em softwares SIG (Sistema de Informação Geográfica). Podem ser acessados gratuitamente pela internet, através do EarthExplorer